# IMATEM
IMATEM est un groupe (one man band) allemand de synthpop et futurepop, actif à la fin des années 2000. Avec pour seul membre permanent Peter Spilles, il compte deux albums, Home (2007), et Journey (2008).

## Histoire
IMATEM est un projet musical de Peter Spilles (membre de Project Pitchfork) en collaboration avec différents musiciens invités,. Spilles se charge seul des compositions, les autres musiciens apportent leur contribution au chant et parfois aux textes. Le nom du projet est le contraire emblématique de « à bout de souffle ».
En 2007, IMATEM publie l'album Home,,, sur lequel, outre Spilles, Der Graf de (Unheilig), miLù, Falk Lenn et Lacasa del Cid prêtent leur voix aux chansons. Ce concept est maintenu en 2008 pour le deuxième album Journey, sur lequel figurent par exemple Ronan Harris (VNV Nation), Sara Noxx, Sven Friedrich (Zeraphine/Solar Fake) et Stefan Großmann (Absurd Minds),.

## Discographie
- 2007 : Home
- 2008 : Journey